# Chow Yun-fat
Chow Yun-fat (周潤發S, Zhōu RùnfāP; Isola di Lamma, 18 maggio 1955) è un attore e fotografo hongkonghese.
Salito alla ribalta grazie ai  film d'azione di John Woo, si è poi consacrato come una delle più grandi star del cinema cinese.
Ha recitato in film di John Woo come A Better Tomorrow (1986), The Killer (1989) e Hard Boiled (1992), oltre che in City on Fire di Ringo Lam, La tigre e il dragone (2000) di Ang Lee, La città proibita (2006) di Zhang Yimou e Pirati dei Caraibi - Ai confini del mondo (2007) di Gore Verbinski.

## Biografia
Cresciuto sulla piccola isola lungo la costa di Lamma, Chow Yun-fat trascorse la sua infanzia in povertà. La sua vita cominciò a cambiare quando la domanda di attore-tirocinante fu accettata dalla stazione televisiva locale, TVB. Non trascorse molto tempo perché Chow divenisse un nome familiare per il pubblico di Hong Kong, che seguì il suo ruolo nella serie Shang Hai tan (in inglese The Bund) del 1983.
Sebbene continuasse il suo successo in televisione, l'obiettivo di Chow era divenire un attore del grande schermo. Le sue comparse occasionali sul grande schermo con film a basso costo non diedero tuttavia risultati. Il successo giunse quando iniziò a lavorare con un regista relativamente sconosciuto, John Woo: il film d'azione-drammatico A Better Tomorrow (Ying hung boon sik) riscosse grande successo, rendendo delle star sia Chow che Woo. Cogliendo l'occasione, Chow uscì completamente dal mondo televisivo. Grazie alla nuova immagine ricavata con A Better Tomorrow lavorò in numerosi film di arti marziali e sparatorie e in ruoli da eroe, soprattutto quelli diretti da Woo, come The Killer (Diexue shuangxiong) (1989) e Hard Boiled (Lashou shentan) (1992).
Chow Yun-fat è più conosciuto, soprattutto in Occidente, per film su cosche criminali e delinquenza, ma è una star versatile. È stato protagonista di commedie come Diary of a Big Man (1988) e Now You See Love, Now You Don't (Wo ai chou wen chai) (1992) e film romantici come Love in a Fallen City (Qing cheng zhi lian) (1984) e An Autumn's Tale (Chou tin dik tong wah) (1987). Ha mostrato le sue personalità più disparate nel film del 1989 God of Gamblers (Du shen), diretto dal prolifico Wong Jing nel quale ha il ruolo di soave ammaliatore, attore comico ed eroe d'azione. Il film sorprese molti e diventò immensamente popolare, battendo il record d'incassi di Hong Kong e gettando le basi per una serie di film del medesimo genere.
Divenuto uno degli attori più seguiti ad Hong Kong, Chow Yun-fat si trasferì ad Hollywood alla metà degli anni novanta nel tentativo di duplicare il proprio successo su scala internazionale. I suoi primi due film, Costretti ad uccidere (The Replacement Killers) (1998) e The Corruptor - Indagine a Chinatown (The Corruptor) (1999) furono tuttavia una delusione. Quello successivo, Anna and the King (1999) andò meglio, ma il successo fu accreditato soprattutto all'attrice Jodie Foster. L'attore ritornò in Asia per il film La tigre e il dragone (Wo hu cang long) del 2000, campione d'incassi in tutto il mondo e vincitore di 4 premi Oscar. Nel 2003 venne diretto da John Hunter nel film Il monaco e nel 2004 girò un nuovo film in Cina, Waiting Alone. Nel 2006 collaborò con Gong Li come protagonista nel nuovo film La città proibita di Zhang Yimou.
Nel 2007 ha impersonato il temuto pirata cinese di Singapore Sao Feng nel film Pirati dei Caraibi - Ai confini del mondo. Ha interpretato il Maestro Muten nel film Dragonball Evolution del 2009, diretto da James Wong, adattamento cinematografico del celebre manga e anime del mangaka Akira Toriyama. Chow Yun-fat ha anche prestato la sua voce ed immagine per la realizzazione del gioco John Woo presents Stranglehold, dove interpreta il ruolo dell'Ispettore "Tequila" Yuen.
Il 26 giugno 2008 Chow ha pubblicato la sua prima raccolta di fotografie ad Hong Kong, che include immagini scattate sui set dei suoi film. Gli incassi delle vendite del libro sono stati donati in favore delle vittime del terremoto del Sichuan, avvenuto in quello stesso anno. Pubblicati da Louis Vuitton, i libri sono stati venduti nei negozi di Vuitton di Hong Kong e Parigi.

## Filmografia
- Tou tai ren, regia di Sum Cheung (1976)
- Xin Su xiao mei san nan xin lang, regia di Kuen Yeung (1976)
- Chi nu, regia di Sum Cheung (1976)
- Lao jia xie pai gu ye zi, regia di Kuen Yeung (1976)
- Chuang shang de gu shi, regia di Sum Cheung (1977)
- Sangue caldo (Ru ce), regia di Kuen Yeung (1977)
- 'O' lui, regia di Sum Cheung (1978)
- Shi ba, regia di Dennis Yu (1980)
- Ban ye, regia di Hsin Chin (1980)
- Meng nu da zei sha zhen tan, regia di Tian-Lin Wang (1980)
- Xi gan xian, regia di Fung Wong (1980)
- Zhi fa zhe, regia di Chuan Chen (1981)
- Woo Yuet dik goo si, regia di Ann Hui (1981)
- Ai yu kuang chao, regia di Kuen Yeung (1982)
- Lie tou, regia di Shing-Hon Lau (1982)
- Xun cheng ma, regia di Ronny Yu (1982)
- Shang hai tan xu ji, regia di Chun Keung Chiu (1983)
- Shang hai tan, regia di Chun Keung Chiu (1983)
- Xue han jin qian, regia di Shu-Tong Wong (1983)
- Fa sing, regia di Tony Au (1983)
- Qing cheng zhi lian, regia di Ann Hui (1984)
- Ling hei bik yan, regia di Ronny Yu (1984)
- Dang doi lai ming, regia di Po-Chih Leong (1984)
- Nu ren xin, regia di Stanley Kwan (1985)
- Hoh bit yau ngo?, regia di Kent Cheng (1985)
- Mei gui di gu shi, regia di Yonfan (1986)
- Qi yuan, regia di Siu-Tung Ching (1986)
- Mung chung yan, regia di Tony Au (1986)
- Chu yi shi wu, regia di Teresa Woo (1986)
- Din lo jing juen, regia di Derek Yee (1986)
- Sha qi er ren zu, regia di Kenny Bee (1986)
- A Better Tomorrow (Ying hung boon sik), regia di John Woo (1986)
- Dei ha ching, regia di Stanley Kwan (1986)
- The Seventh Curse (Yuen Chun Hap yu Wai See Lee), regia di Ngai Choi Lam (1986)
- Yi gai yun tian, regia di Norman Law Man (1986)
- Ni qing wo yuan, regia di Jamie Luk (1986)
- Ying hung ho hon, regia di Taylor Wong (1987)
- City on Fire (Lóng hǔ fēng yún), regia di Ringo Lam (1987)
- Siu sang mung ging wan, regia di Chia-Yung Liu (1987)
- Yi ben wu yan, regia di Billy Chan (1987)
- Gong woo ching, regia di Taylor Wong (1987)
- Cheng chong chui lui chai, regia di Jing Wong (1987)
- Chau tin dik tung wa, regia di Mabel Cheung (1987)
- Gong woo lung foo dau, regia di Tung Cho 'Joe' Cheung (1987)
- Gui xin niang, regia di David Lai e Taylor Wong (1987)
- Gam yuk fung wan, regia di Ringo Lam (1987)
- A Better Tomorrow II (Ying huang boon sik II), regia di John Woo (1987)
- Cheng chong chui lui chai ji 2, regia di Jing Wong (1988)
- Bat sing bou hei, regia di Johnnie To (1988)
- Lo foo chut gang, regia di Lau Kar Leung (1988)
- Cheung duen geuk ji luen, regia di Chung Wang (1988)
- Dai cheung foo yat gei, regia di Yuen Chor (1988)
- Gong zi duo qing, regia di Clarence Fok (1988)
- Yu Ta Fu chuan ji, regia di Eddie Ling-Ching Fong (1988)
- Zai jian ying xiong, regia di Lien-Chou Ho (1988)
- Yee dam hung seon, regia di Chung Sun (1988)
- All About Ah-Long (You jian A Lang) (1989)
- The Fun, the Luck and the Tycoon (Ji xing gong zhao) (1989)
- The Killer (Diexue shuangxiong), regia di John Woo (1989)
- A Better Tomorrow III (Yinghung bunsik III), regia di Tsui Hark (1989)
- Triads: The Inside Story (Wo zai hei she hui de ri zi) (1989)
- Triad Savages (Yi ben wu yan) (1989)
- God of Gamblers (Du shen), regia di Wong Jing (1989)
- Wild Search (Ban wo chuang tian ya) (1990)
- Black Vengeance (1990)
- God of Gamblers II (Du shen II), regia di Wong Jing (1990)
- Once a Thief (Zong heng si hai), regia di John Woo (1991)
- Prison of Fire II (Tao fan) (1991)
- Hard Boiled (Lashou shentan), regia di John Woo (1992)
- Full Contact (Xia dao Gao Fei) (1992)
- Now You See Love, Now You Don't (Wo ai chou wen chai) (1992)
- Il cinema della vendetta (Cinema of Vengeance) (1993)
- Treasure Hunt (Hua qi Shao Lin) (1994)
- Azzardo mortale (Du Shen Xu Ji), regia di Wong Jing (1994)
- The Peace Hotel (Heping fandian) (1995)
- Costretti ad uccidere (The Replacement Killers), regia di Antoine Fuqua (1998)
- Anna and the King, regia di Andy Tennant (1999)
- The Corruptor - Indagine a Chinatown (The Corruptor), regia di James Foley (1999)
- La tigre e il dragone (Wo hu cang long), regia di Ang Lee (2000)
- Il monaco (Bulletproof Monk), regia di Paul Hunter (2003)
- Waiting Alone (2004)
- The Aunt's Postmodern Life (2006)
- La città proibita (Man cheng jin dai huang jin jia), regia di Zhang Yimou (2006)
- Curse of the Golden Flower (2007)
- Pirati dei Caraibi - Ai confini del mondo (Pirates of the Caribbean: At World's End), regia di Gore Verbinski (2007)
- The Children of Huang Shi (2008)
- Dragonball Evolution, regia di James Wong (2009)
- Confucio (Confucius), regia di Hu Mei (2010)
- Shanghai, regia di Mikael Håfström (2010)
- Let the Bullets Fly (2010)
- Xi you ji zhi da nao tian gong, regia di Soi Cheang (2014)
- From Vegas to Macau, regia di Wong Jing (2014)
- From Vegas to Macau II, regia di Wong Jing (2015)
- From Vegas to Macau III, regia di Wong Jing (2016)
- Cold War 2, regia di Longman Leung & Sunny Luk (2016)
- Project Gutenberg, regia di Felix Chong (2018)

## Videogiochi
- Stranglehold
- Pirati dei Caraibi - Ai confini del mondo (videogioco)
- La tigre e il dragone

## Premi e candidature
Hong Kong Film Awards
- Candidatura come miglior attore per Hong Kong 1941 (1985)
- Candidatura come miglior attore per Nu ren xin (1986)
- Candidatura come miglior attore non protagonista per Love Unto Waste (1987)
- Premio come miglior attore per A Better Tomorrow (1987)
- Candidatura come miglior attore per Prison on Fire (1988)
- Candidatura come miglior attore per An Autumn's Tale (1988)
- Premio come miglior attore per City on Fire (1988)
- Candidatura per la miglior canzone originale di film per The Diary of a Big Man (198)
- Candidatura per la miglior canzone originale di film per Triads: The Inside Story (1990)
- Candidatura come miglior attore per God of Gamblers (1990)
- Premio come miglior attore per All About Ah-Long (1990)
- Candidatura come miglior attore per Once a Thief (1992)
- Candidatura come miglior attore per Treasure Hunt (1995)
- Candidatura come miglior attore per Peace Hotel (1996)
- Candidatura come miglior attore per La tigre e il dragone (2001)
- Candidatura come miglior attore per Curse of the Golden Flower (2007)
- Candidatura come miglior attore non protagonista per The Postmodern Life of My Aunt (2008)

(13 candidature come miglior attore, 2 candidature come miglior attore non protagonista, 2 candidature per la miglior canzone originale di film)

## Doppiatori italiani
Nelle versioni in italiano dei suoi film, Chow Yun-Fat è stato doppiato da:
- Roberto Pedicini in Il monaco, La città proibita, Pirati dei Caraibi - Ai confini del mondo, Confucio
- Massimo Rossi in A Better Tomorrow, A Better Tomorrow II, Hard Boiled (versioni TV), Anna and the King
- Germano Basile in A Better Tomorrow III, Once a Thief
- Saverio Indrio in A Better Tomorrow II, Hard Boiled (versioni home video)
- Giuliano Santi in A Better Tomorrow (versione home video)
- Stefano De Sando in The Killer
- Giorgio Locuratolo in Azzardo mortale
- Francesco Pannofino in Costretti ad uccidere
- Luca Ward in The Corruptor - Indagine a Chinatown
- Luca Biagini in La tigre e il dragone
- Marco Mete in Dragonball Evolution